# Giorno della Riforma
Il giorno (o la festa) della Riforma è una festa religiosa celebrata il 31 ottobre da parte di Luterani e Riformati per ricordare l'inizio della Riforma protestante.
È anche una festa civile in Slovenia (benché gli Sloveni siano in gran parte cattolici) e negli stati tedeschi di Amburgo, Bassa Sassonia, Brandeburgo, Brema,Meclemburgo-Pomerania Anteriore, Sassonia, Sassonia-Anhalt, Schleswig-Holstein e Turingia.
Il 31 ottobre 1517, vigilia della Festa di Ognissanti, Martin Lutero affisse, come era d'uso a quei tempi, delle proposte, popolarmente conosciute come le 95 tesi sul portale della Schlosskirche, chiesa  di tutti i santi, dell'Università di Wittenberg in Germania, in cui insegnava, con lo scopo di dibattere dal punto di vista teologico sulla dottrina e le pratiche delle indulgenze.
Il fatto non fu un atto di sfida o di provocazione come si è generalmente sostenuto; Lutero non voleva inizialmente attuare alcuna separazione dalla Chiesa cattolica, voleva solo discutere pubblicamente, con studenti e teologi, per far luce e correggere l'uso e l'abuso delle indulgenze canoniche, inviso ai principi e dannoso ai poveri. Infatti le tesi furono scritte in latino, la lingua della Chiesa cattolica. Ciononostante, l'evento creò una controversia tra l'agostiniano Lutero e i predicatori domenicani, costringendo i vescovi tedeschi a rivolgersi al papa.
La polemica, subito sottovalutata come lite tra frati, si complicò fino alla diffida ed alla scomunica papale. Quando Lutero e i suoi seguaci furono scomunicati, la separazione divenne inevitabile. Dopo il bando imperiale del 1521, il riformatore venne salvato e protetto dal suo principe, il potente Elettore di Sassonia. Da allora si fa storicamente partire la Riforma germanica e nascere le correnti cristiane dei Luterani, dei Riformati e degli Anabattisti.
Prima del XX secolo, molte chiese luterane celebravano il giorno della Riforma (Reformationstag) il 31 ottobre, senza tener conto del giorno della settimana. Oggi molte chiese luterane hanno trasferito la festa alla domenica della settimana in cui cade il 31 ottobre (Domenica della Riforma) e hanno trasferito la festa di Tutti i Santi alla domenica successiva o dopo il 1º novembre.
Nelle chiese luterane, colore liturgico del giorno è il rosso, che simboleggia lo Spirito Santo e i Martiri della chiesa cristiana. L'inno di Lutero Ein feste Burg ist unser Gott è tradizionalmente cantato in questa festività.